# تيري ويلسون (ممثل)
تيري ويلسون (بالإنجليزية: Terry Wilson)‏ هو ممثل أمريكي، ولد في 3 سبتمبر 1923 بهونتينغتون بارك في الولايات المتحدة، وتوفي في 30 مارس 1999 في الولايات المتحدة.

## وصلات خارجية
- تيري ويلسون على موقع IMDb (الإنجليزية)
- تيري ويلسون على موقع ألو سيني (الفرنسية)
- تيري ويلسون على موقع أول موفي (الإنجليزية)
- تيري ويلسون على موقع قاعدة بيانات الأفلام السويدية (السويدية)
- تيري ويلسون على موقع إن إن دي بي (الإنجليزية)
- تيري ويلسون على موقع قاعدة بيانات الفيلم (الإنجليزية)
- تيري ويلسون على موقع كينوبويسك (الروسية)